# ژیا کازینو
ژیا کازینو (انگلیسی: Géant Casino) شرکت خرده‌فروشی فرانسوی است، که در سال ۱۹۷۰ تأسیس شد.